# Улгілі (Казигуртський район)
Улгілі́ (каз. Үлгілі) — село у складі Казигуртського району Туркестанської області Казахстану. Входить до складу Жанабазарського сільського округу.
Населення — 2456 осіб (2021; 2869 у 2009, 2585 у 1999, 2175 у 1989).